# Hyles lineatoides
Hyles lineatoides är en fjärilsart som beskrevs av Gehlen. 1934. Hyles lineatoides ingår i släktet Hyles och familjen svärmare. Inga underarter finns listade i Catalogue of Life.